# Leones (Argentina)
Leones es una localidad argentina ubicada en el departamento Marcos Juárez, en el sur de la provincia de Córdoba. Se encuentra a 248 km al sur de la ciudad de Córdoba. Su altitud es de 226 m s. n. m.

Esta ciudad se ubica en el centro de una importantísima cuenca cerealera lo cual le ha valido que la Legislatura de la Nación la declarara "Capital Nacional del Trigo", con su Fiesta Nacional del Trigo en febrero.

## Ubicación
Ciudad del departamento Marcos Juárez, ubicada en la pedanía Espinillos, en el sureste de la provincia de Córdoba, centro geográfico del país, a 248 km de la ciudad de Córdoba, capital de la provincia, a 17 km de la ciudad cabecera departamental Marcos Juárez, la separan 160 km de Rosario y 465 km de la Capital Federal, en el importante eje que configura la Ruta Nacional N.º 9, que une la Capital Federal con la capital cordobesa. Según cota del Instituto Geográfico Militar, Leones se encuentra a 126 metros sobre el nivel del mar.

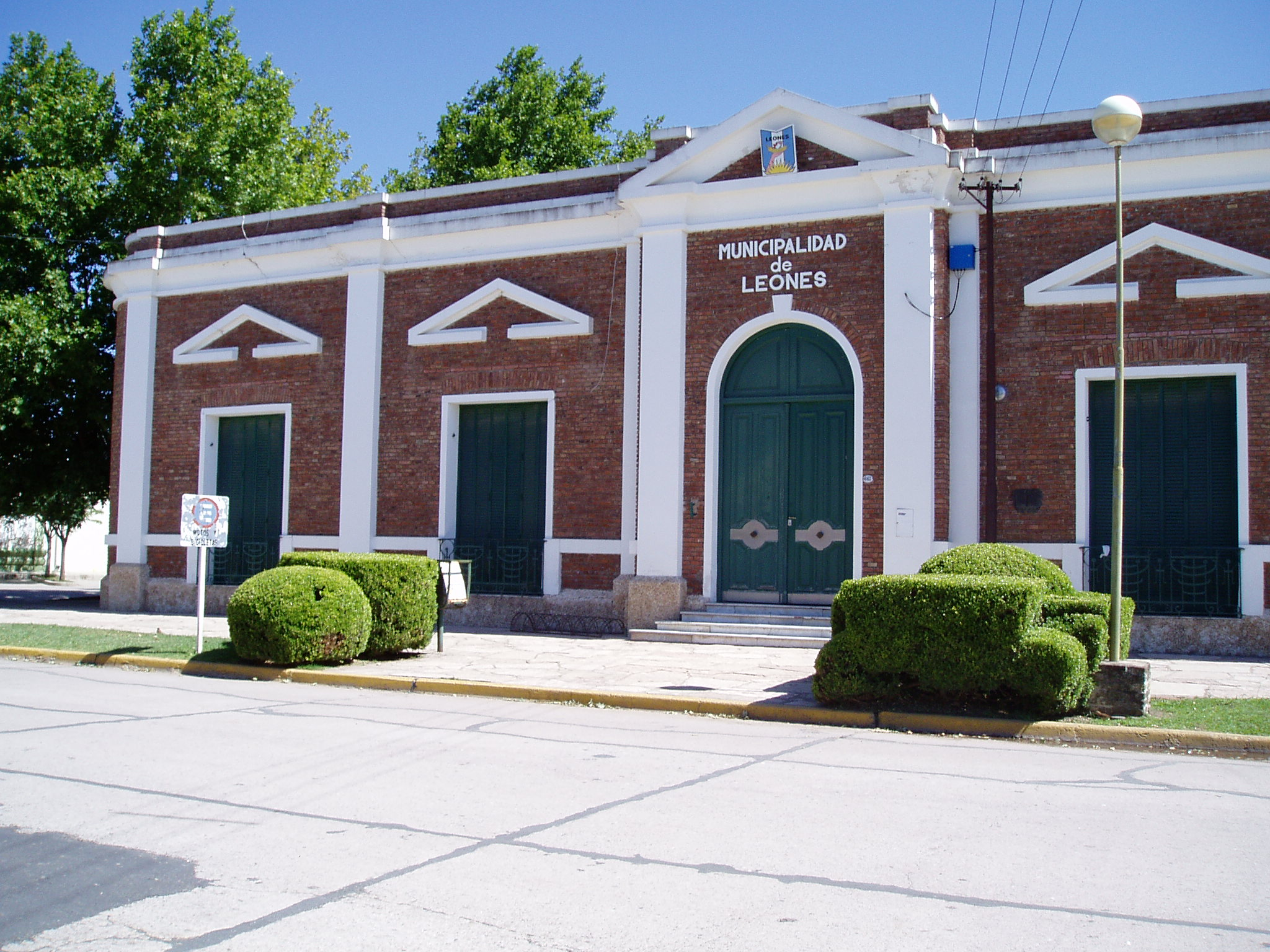
Municipalidad de Leones.

La ciudad cuenta con un radio municipal de 351 hect., haciendo un total de 264 manzanas y tiene un radio de influencia rural de 7510857 hectáreas.
Los datos del indican que en el censo nacional de 1980 Leones tenía una población de 8.800 habitantes, mientras que en el posterior realizado en 1991 la ciudad contaba con 9.442 habitantes, debiendo incorporar además los pobladores de la zona rural.
En el año 1999 se concretó el censo provincial y los resultados registraron 9.899 personas en la ciudad, más los que residían en el sector rural.
Por último, el censo nacional de 2001 verificó una población en la ciudad de 9.888 personas de las cuales 5.092 son mujeres y 4.796 varones, en cuanto a la zona rural registra 671 habitantes, de los cuales 305 son mujeres y 366 varones.
De manera que extraoficialmente con los datos del censo 2001, Leones cuenta con un total de 10.999 habitantes, de los cuales 5.397 son mujeres y 5.162 varones.
Inmigrantes italianos fueron sus primeros habitantes, los cuales se dedicaron a las tareas rurales en las tierras circundantes. Desde 1947 es la sede de la Fiesta Nacional del Trigo por haber sido considerada entonces como el núcleo principal de la mayor zona productora de dicho cereal. Cuenta con algunas industrias relacionadas con la actividad agropecuaria.

## Etimología
Averiguar los motivos de la denominación de Leones, ha sido motivo de investigaciones de varios historiadores y escritores argentinos.
Luis Roberto Altamira, prestigioso estudioso del pasado cordobés, dijo en oportunidad de ser consultado: «El nombre de Leones se le dio a la población debido a que las cuadrillas de obreros que extendían las líneas ferroviarias de la empresa Central Argentino fueron atacadas en varias oportunidades, en horas de la noche por leones americanos hambrientos, que llenaron de estupor a los trabajadores.»
Pero el mismo Altamira admite que la versión no es coherente, dado que no era común la presencia de leones americanos, también conocidos como puma, en la zona.
En el año 1942, la administración del Ferrocarril Central Argentino a requerimiento de vecinos, responde que las autoridades ferroviarias dieron el nombre de Leones a esta población en recuerdo “al combate de la Cañada de Los Leones contra los aborígenes, a fines de octubre de 1857, en las inmediaciones de Melincué. El coronel Emilio Mitre abatió al cacique Coliqueo en el paraje mencionado...” 
Por su parte Emma Isabel Hernández de Ayala nos dice que en 1840 existía una posta denominada “Los Leones” que servía de descanso o refugio a los caminantes que se desviaban del Camino Real.
En una nota aparecida en el diario La Prensa en julio de 1972, la señora Hernández de Ayala cuenta que un mayoral de diligencias narraba que allá por el 1835, “una tropa de carretas que iba a Rosario proveniente de Tucumán fue advertida antes de llegar al Saladillo de un inminente ataque de los salvajes. ocultos en las proximidades de Fraile Muerto. Desvío su recorrido alejándose del Camino Real, y se internó en el llano, al sud, donde descubrió una tapera habitada por un viejo criollo.”
Este hombre, Don León, había construido su vida en es lugar, y como todo gaucho era astuto, y había protegido su tapera detrás de una enorme laguna, construyendo un zanjón que impedía el avance de los malones.
Con ayuda de Don León y sus hijos, las carretas se ocultaron rodeando y rancho, esperando así la llegada de los indios. La lucha se produjo y fue sangrienta.
Don León, observando que la orientación del viento lo favorecía, cruzó a nado la laguna con uno de sus hijos y prendió fuego a los resecos pajonales, logrando que los indígenas, viendo las grandes llamaradas huyeran.
Por este episodio, el paraje fue conocido como “la tapera de los leones”. Casi dos décadas después, en febrero de 1875 una empresa de transporte de pasajeros llamada “Mensajería Argentina” aprovechó esta ruta, para acortar distancias y ganar tiempo en las travesías entre Rosario y Córdoba.
En el lugar de la leyenda se estableció la Posta de Los Leones, y sobre esa ruta el ingeniero estadounidense Allam Campbell proyectó levantar las vías del futuro ferrocarril que uniría Córdoba con Rosario.
Sarmiento en su gira inaugural, tomó como referencia la leyenda “La Posta de los Leones”, que se conservaba a dos cuadras de la flamante estación y le dio nombre a la parada: Leones.

## Fundación
En abril de 1855, el ingeniero estadounidense Allan Campbell, propone al presidente general Urquiza realizar un estudio y proyecto para el trazado y construcción de un “camino de hierro” entre Rosario y Córdoba. Aceptada la propuesta, el proyecto es trazado teniendo en cuenta la ruta trazada por Timoteo Gordillo cerca de 2011, la cual pasaría por el paraje de la leyenda de Los Leones.
Finalmente el primer tren del Ferrocarril Central Argentino pasó por Leones el 1 de septiembre de 1866. Era una máquina con dos vagones de pasajeros, un vagón comedor y tres de carga. El viaje se realizó entre Tortugas y Fraile Muerto.
En este primer viaje del nuevo tramo ferroviario, viajaron las autoridades de la Empresa Ferrocarril Argentino y algunos funcionarios argentinos.
Al paso de cada estación o parada la máquina se detenía y los viajeros descendían dejando inaugurada las mismas. Donde se levantó la estación Leones era entonces la Parada Kilómetro 159.
En diciembre de 1866, la Parada Kilómetro 159, por decreto del Directorio de la Empresa Ferroviaria se transformó en la estación Leones.
Uno de los ingenieros de la empresa, daba cuenta al Directorio en abril de 1867 que la estación Leones estaba “casi terminada, faltando algunos detalles en los andenes y casa para el jefe”.
Fue en 1881 cuando la Compañía de Tierras del Ferrocarril Central Argentino solicitó al gobierno provincial la autorización para establecer un pueblo en la estación Leones. En la solicitud la compañía donaba al gobierno una manzana para el cementerio y otras dos para edificios públicos y dos plazas. A esa fecha ya existían algunas casas de familia alrededor de la estación, y varios comercios siendo el más importante el de Domingo Benvenuto.
El 24 de septiembre de 1881, el gobernador de la provincia, doctor Miguel Juárez Celman autorizó la formación del nuevo pueblo, y aprobó los planos presentados.
Entre los primeros compradores de lotes en el pueblo Leones encontramos a Fernando F. Igoillo, Adolfo Barran, Domingo Benvenuto, Saturio Izquierdo, etc.

## Primera Intendencia
El 2 de julio de 1916 se realizaron las elecciones municipales en Leones para elegir el primer intendente y el cuerpo de concejales que dirigirían los destinos del pueblo. Resultaron elegidos concejales Juan Canale, Fernando F. Igoillo, Andrés Imaz, Gaspar Biolato, Donato Soto y Antonio Seggiaro, quienes en la reunión del día 3 de julio, bajo la presidencia del concejal electo de más edad (Antonio Seggiaro) aprobaron todo el acto eleccionario del día anterior, después de lo cual constituyeron el primer Consejo Deliberante, eligiendo como presidente del mismo a Andrés Imaz. En la reunión de ese día se aprobó el diploma del primer intendente de Leones, Ramón C. Infante, quien después de jurar ante las autoridades del H. Consejo quedó en posesión del cargo.

## Red Vial
La RN 9 y un otrora importante ramal del ferrocarril Mitre que une a las ciudades de Buenos Aires y Rosario con la ciudad de Córdoba, pasando por Bell Ville y Villa María son sus principales conexiones vehiculares y ferroviarias terrestres. 
A partir de diciembre de 2020 y después de 30 años, Leones vuelve a tener parada en la estación homónima del Ferrocarril Mitre, en el servicio Retiro-Córdoba.
Autopista Rosario-Córdoba. Además cuenta con un Aeroclub con capacidad para pequeñas aeronaves.

## Fisiografía
La ciudad de Leones se encuentra ubicada en el centro de una riquísima cuenca agrícola–ganadera, en plena Pampa Húmeda. Su territorio se caracteriza por su extraordinaria llaneza, que hasta inicios del siglo XX se interrumpía por la presencia de un bosque autóctono de algarrobos. A unos 30 km al sur corre el más caudaloso (y navegable) río de la provincia de Córdoba: el río Tercero.

## Toponimia
La historia del nombre de la ciudad es aún confusa. La zona en donde está ubicada la ciudad era conocida hasta fines del siglo XIX, como Monte de los Leones (Monte en su acepción de fronda o bosque), pero por qué se denominó a tal foresta de "los Leones" es controvertido, según opinión popular, por la sencilla razón de que allí abundaban los "leones" (leones americanos, es decir pumas), sin embargo algunos historiadores consideran que el topónimo surgió a raíz de un hecho acaecido en 1835: un convoy de carretas marchaba por un camino que comunicaba Rosario con Córdoba cuando se vio asediado por los ranqueles, y como en el bosque vivía con su familia un gaucho conocido como Don León, éste sorpresivamente incendió los pajonales por donde se encontraban los ranqueles y de tal modo logró salvar a los que marchaban en el convoy, por tal motivo la zona comenzó a ser llamada "de los Leones" (téngase en cuenta que, si existió el gaucho Don León, quizás recibió su "apellido" o "apodo" de la presencia de pumas en las cercanías de su "rancho"). 
En 1840 ya existía una posta llamada de "Los Leones", de modo que es errónea la opinión según la cual la ciudad recibió el nombre por el combate entre el ejército y los ranqueles sucedido a fines de octubre de 1857 en "La Cañada de los Leones" (cerca de Melincué), combate en el cual fuera derrotado el jefe Ignacio Coliqueo.
En 1866 se creó la estación ferroviaria de Leones. En 1881 existía ya una población, el censo de 1910 indica que en dicha población se habían afincado 145 familias italianas (principalmente piamontesas), 26 familias criollas, 6 familias españolas, 5 familias suizas, 4 familias francesas, 4 familias alemanas y 2 familias belgas. Conociéndose para entonces ya el poblado con el nombre oficial de Leones.

## Instituciones
La ciudad cuenta con varios Clubes Sociales y Deportivos, entre ellos el Club Leones D.A.S. y B., CAAByM Sarmiento, el Sportivo Sud y el Círculo Católico de Obreros.
Las Escuelas Primarias Cdte. Luis Piedrabuena, Instituto Gral. José María Paz, Joaquín Víctor González y William Henry Partridge; La Escuela de Educación Especial Pablo VI; y las Secundarias C.E.N.M.A. (Adultos), E.S.C.B.A. e I.P.E.T.y.M. N.º 256 (Ex E.N.E.T. N.º 1 y Manuela Pedraza).
Las Sociedades de Bien Público Hogar de Ancianos "Madre Teresa de Calcuta", Hospital Vecinal San Roque, Bomberos Voluntarios e Italiana.
Los Medios de Comunicación, Periódico Regional Nuevo Día, El Informante y las Radios "Urbana FM", "Génesis" y "RC2".

### Bomberos Voluntarios

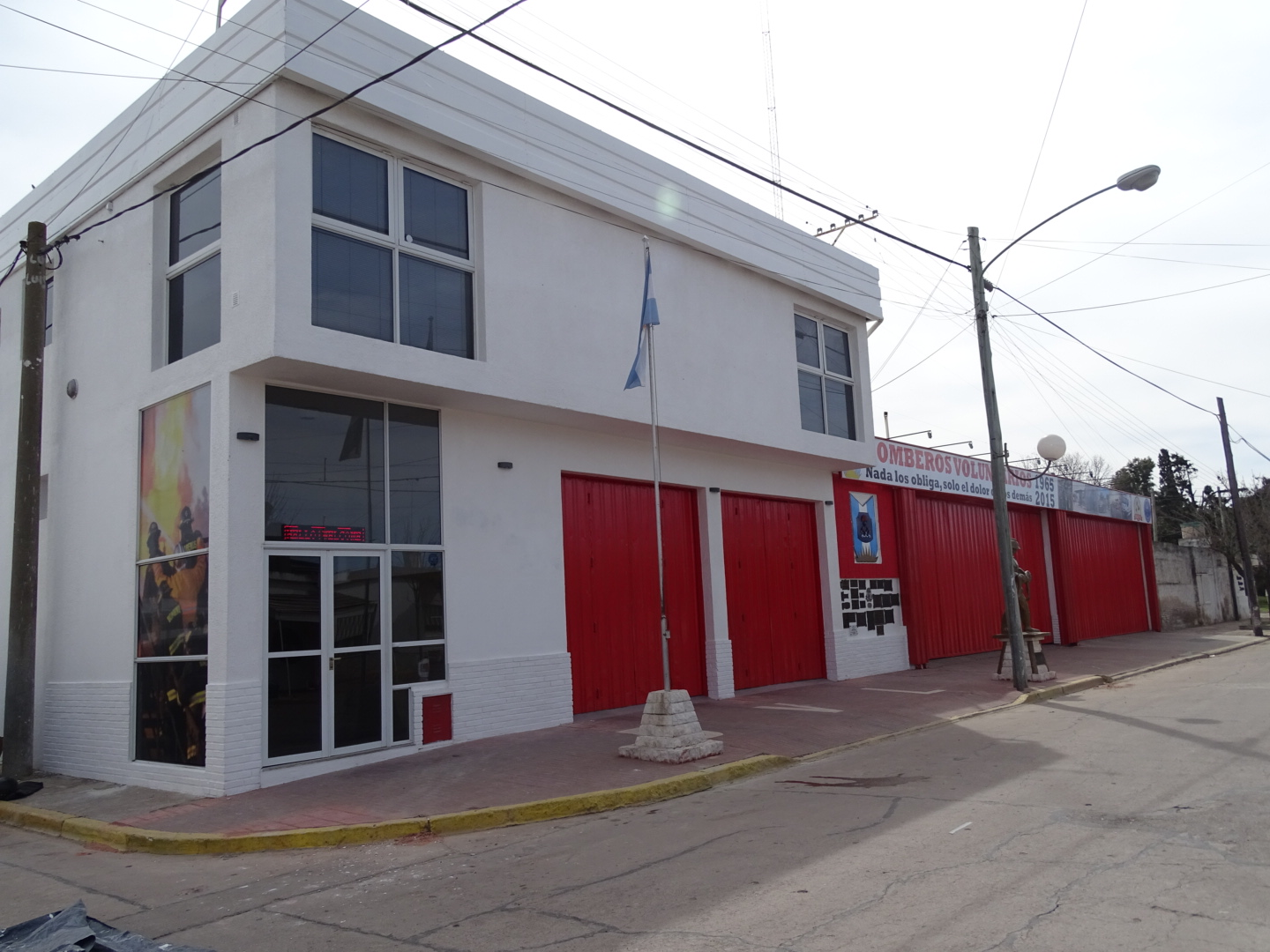
Frente del Cuartel de Bomberos Voluntarios de la ciudad de Leones (fachada sur).

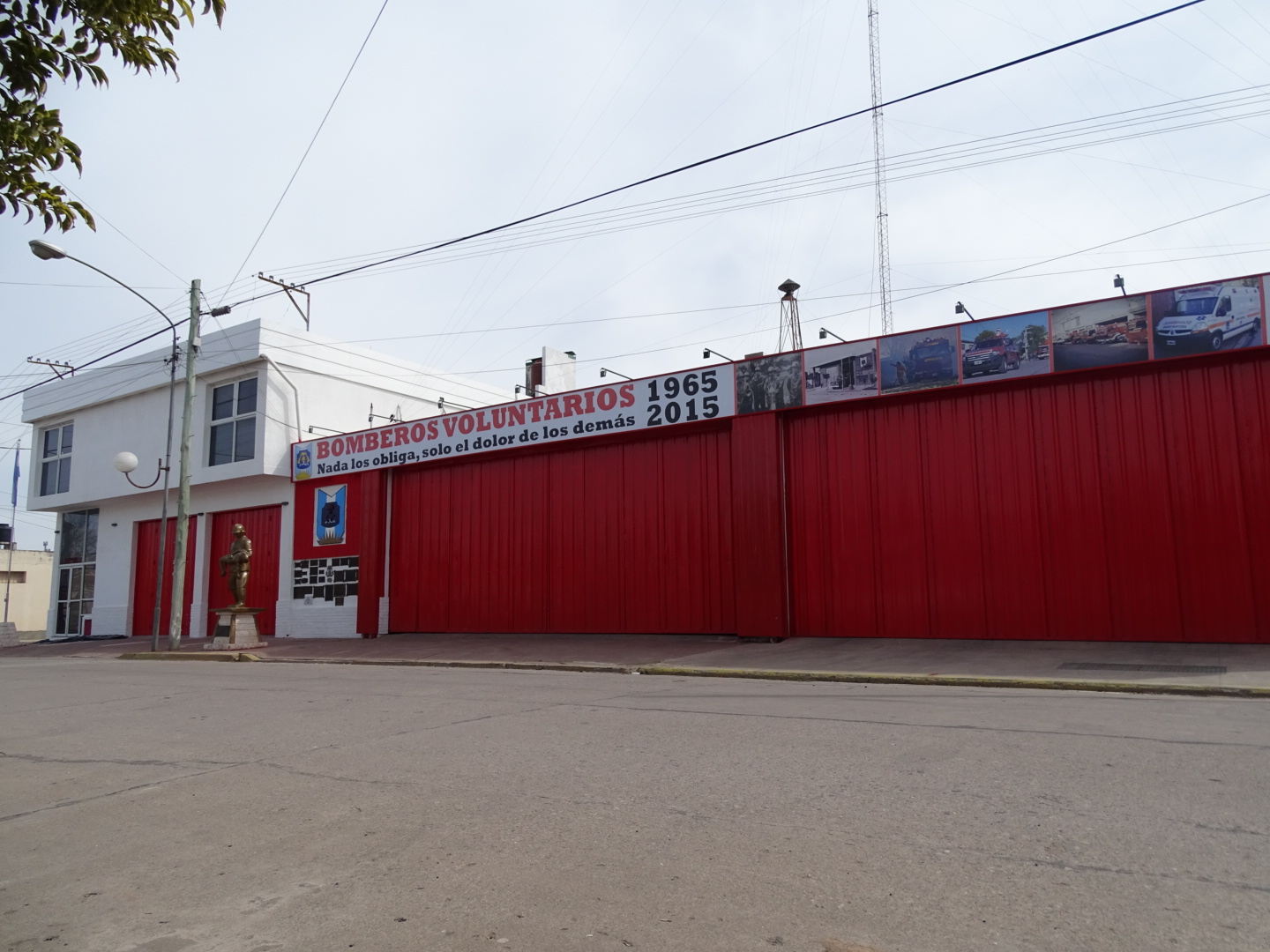
Frente del Cuartel de Bomberos Voluntarios de la ciudad de Leones (fachada norte).

La Asociación de Bomberos Voluntarios de Leones se Funda el 25 de septiembre de 1965 tras una serie de incendios que afectaron los bienes de nuestros ciudadanos, su primer Jefe de Cuerpo Activo fue Víctor Caneri, seguido por el comisario BV. Juan Carlos Rodríguez que hoy cumple 50 años de trabajo, logrando una integración social de reconocimiento a una tarea voluntaria que hacen que los ciudadanos se sientan tranquilos que van a ser atendidas sus necesidades por estos servidores públicos, hoy preside esta Institución Sr. Luis Cecci y una comisión directiva que lo apoyan para seguir adelante, en el Cuerpo activo el Jefe es el Subcomisario BV: José Lavallen.

## Población
Cuenta con 11 429 habitantes (Indec, 2022), lo que representa un incremento del 9,99% frente a los 10 391 habitantes (Indec, 2010) del censo anterior.
| Gráfica de evolución demográfica de Leones entre 1991 y 2022 |
|                                                              |
| Fuente: censos nacionales del INDEC                          |

## Fiesta Nacional del Trigo
Forma parte del festival más antiguo de la República Argentina.
El 9 de febrero de 1947 se concreta por primera vez en el país la Fiesta del Trigo, bajo el patrocinio del club DASyB Leones, fue un evento modesto de carácter local para festejar las cosechas récord de la fecha y distinguir a los hombres de campo. A pesar de la rusticidad improvisada del evento celebratorio, fueron notorias las gestas artísticas exhibidas; el galardón ofrendado a Don Ignacio Sortino, poeta siciliano que compuso unas odas para la ocasión, fue un embrionario paso para las futuras festividades y regocijos municipales.
Sin lugar a dudas fue un legítimo motivo de satisfacción la oficialización de la Fiesta del Trigo, reconocida como Fiesta provincial en el año 1950, por el Ministerio de Agricultura de la provincia de Córdoba, confirmando de este modo que Leones es el ámbito más apropiado para simbolizar un festejo de honda repercusión popular.
En 1956 la Fiesta había trascendido las fronteras de la provincia de Córdoba para proyectarse en el ámbito nacional, concitando el interés de las autoridades que regían los destinos de la patria.
En la primera elección de la reina del trigo, puesto que ganó la Sra. Gladis Eva Ascolani de Pepi, fue tal el éxito y la satisfacción lograda que el entonces ministro de Agricultura de la Nación en ese momento presente, proclamó a Leones Sede de la Fiesta Nacional del Trigo, a través del Decreto NI 12.056, firmado por el presidente de la Nación, Tte. Gral. Pedro Eugenio Aramburu, y punto obligado para realizar anualmente los festejos.

## Parroquias de la Iglesia católica en Leones
| Diócesis  | Villa María                |
| --------- | -------------------------- |
| Parroquia | Nuestra Señora del Rosario |